# Nécropole nationale de Maucourt
La nécropole nationale de Maucourt est un cimetière militaire français de la Grande Guerre situé sur le territoire de la commune de Maucourt, dans le département de la Somme.

## Caractéristiques
Le cimetière militaire est situé au nord du village, il a une surface de 1,75 ha. Il a été édifié en 1920 et contient 5 272 dépouilles dont 1 534 réparties dans six ossuaires.
On y a également réuni les tombes de vingt-quatre Français tués au cours de la Seconde Guerre mondiale au cours de la Campagne de France de 1940.
Le 17 avril 1943, un bombardier britannique était abattu par la DCA allemande. Le corps des six membres d'équipage, cinq Britanniques et un Canadien, ont été inhumés dans ce cimetière.

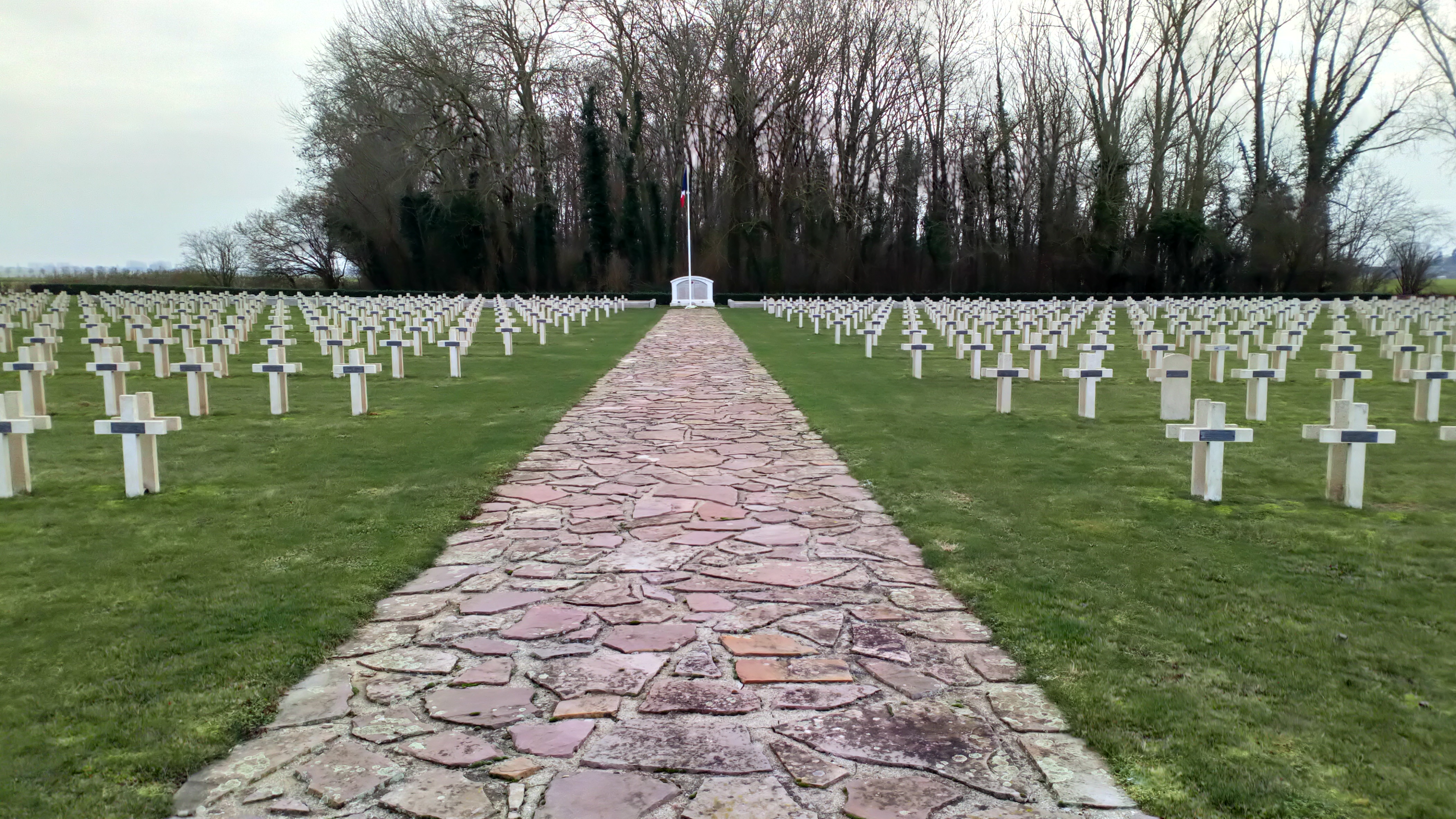
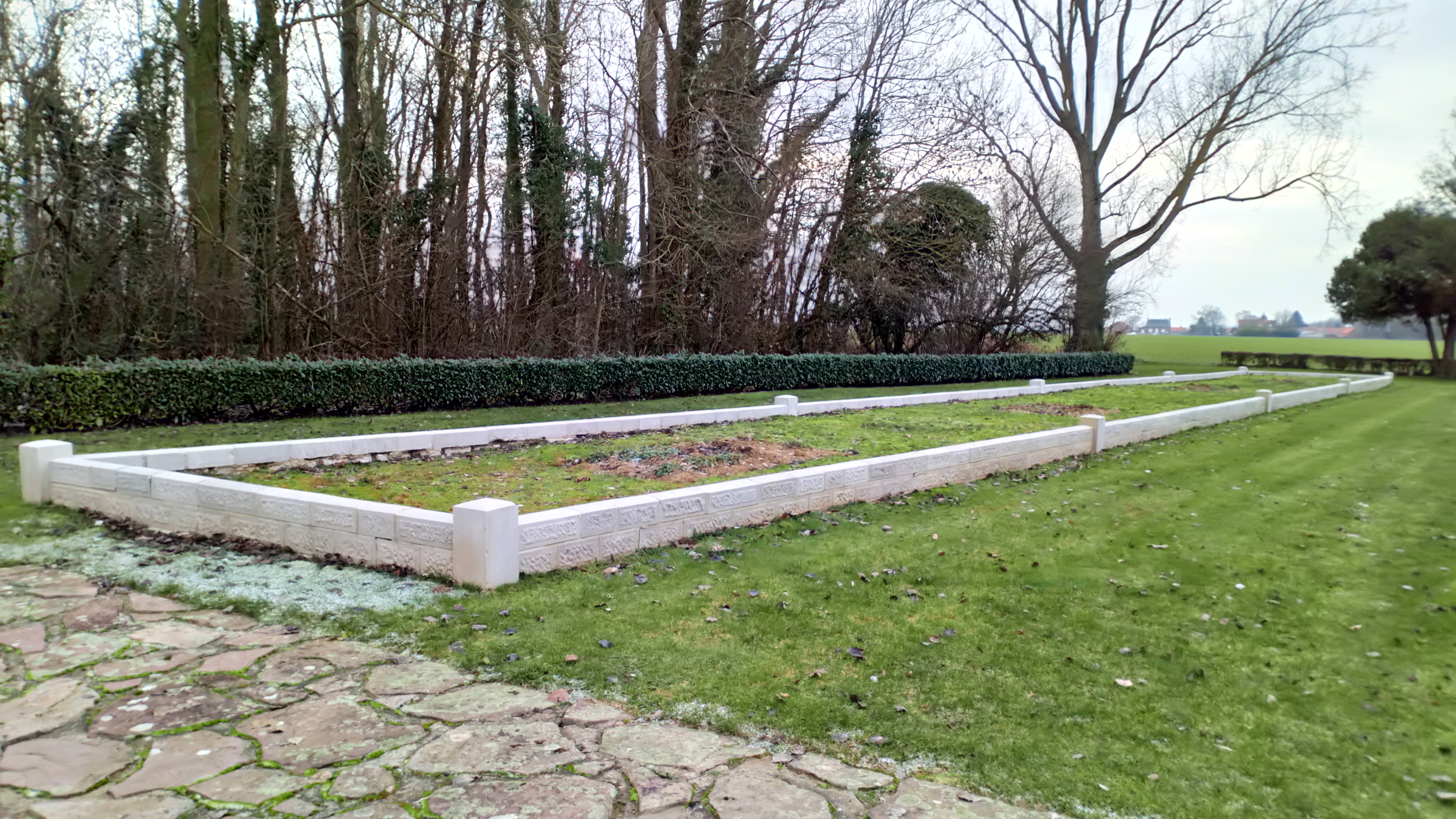
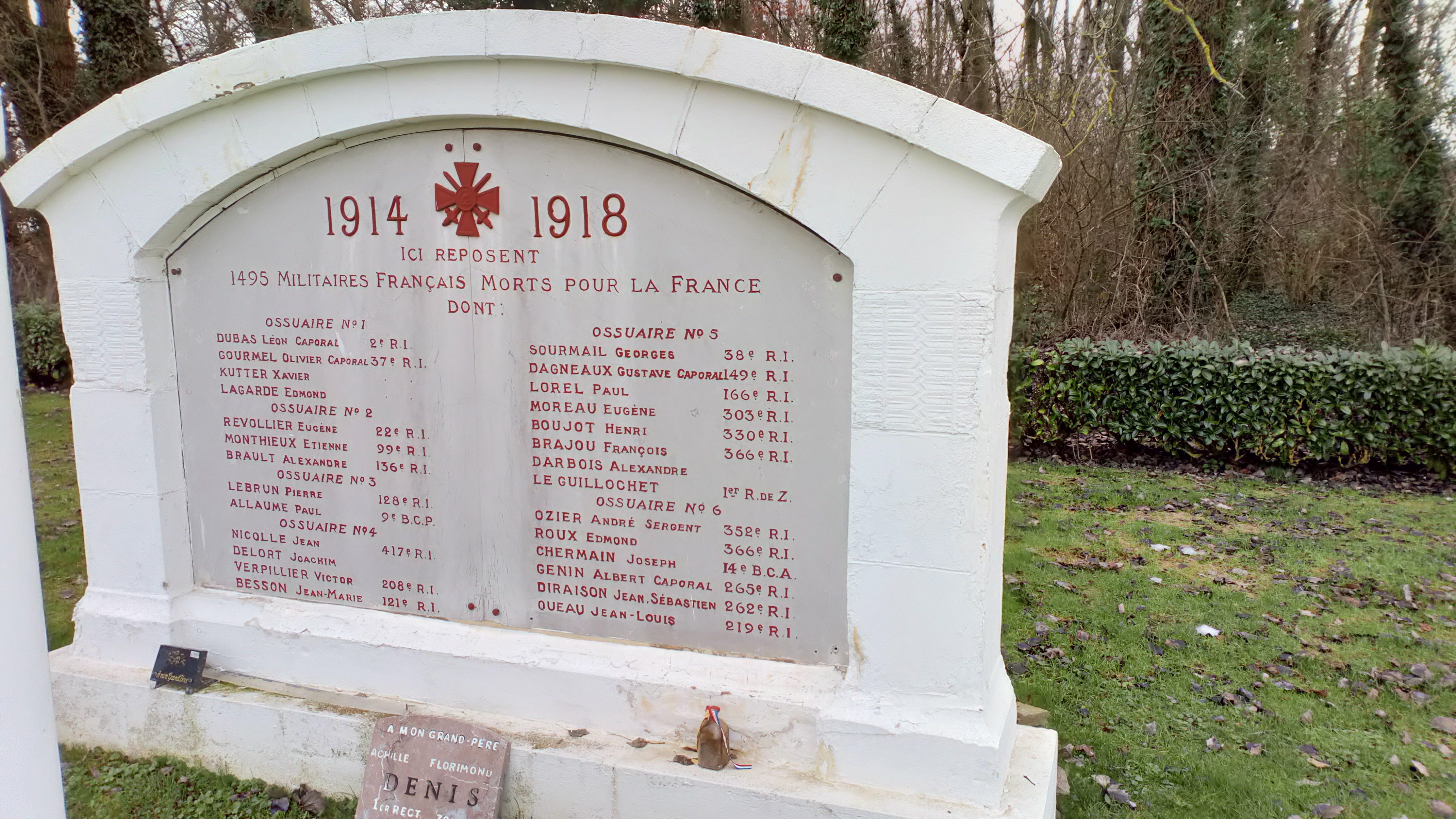

## Personnalités inhumées dans la nécropole
- Frédéric Duval (1876-1916), historien tué le 20 juillet 1916 à Estrée-Deniécourt. Son nom est inscrit au Panthéon parmi les 560 écrivains morts au combat pendant la Première Guerre mondiale.

## Pour approfondir